# Аллен, Жак Габриэль Виктор
Жак Габриэль Виктор Аллен (фр. Jacques Gabriel Victor Allain; 1773–1852) — французский военный деятель, лагерный маршал (1822 год), участник революционных и наполеоновских войн.

## Биография
Начал военную службу 5 мая 1789 года в гвардейском полку карабинеров Монсеньора. 27 апреля 1791 года вышел в отставку. 9 декабря того же года вернулся в Конституционную гвардию короля. 17 августа 1792 года в звании капитана записался во 2-й батальон волонтёров Мэн и Луара.
В 1792 и 1793 годах сражался в рядах Северной армии. В 1793 году изгнан как бывший гвардеец короля. В 1794-95 годах служил в Армии Запада, чтобы избежать преследований, объектом которых он был. Адъютант Анже 4 мая 1794 года. 5 марта 1795 года возглавил роту в 87-й пехотной полубригаде. Направленный в Самбро-Маасскую армию, он получил там почётное оружие 22 мая 1795 года за то, что провёл конвой с военными боеприпасами во главе 60 конных егерей через 4 повстанческих батальона.
6 июня 1795 года он стал помощником полковника штаба, а 12 августа 1796 года прикомандирован к 16-му драгунскому полку. 30 марта 1797 года он был призван исполнять обязанности адъютанта генерала Лемуана, а 13 ноября 1797 года назначен командиром эскадрона в 5-й гусарский полк.
Во время кампаний 1798-99 годов он служил в штабе Итальянской армии, затем Римской и Неаполитанской армий. Отличился в деле при Терни 27 ноября 1798 года, где взял в плен полковника, а также при взятии Пополи, где во главе роты гренадеров захватил укреплённую позицию и, наконец, перед воротами Акилы, которые он взломал ночью во главе отряда драгун и овладел городом.
Предложенный в марте 1800 года в чин полковника штаба, консулы откладывают повышение до первого боя. Призванный в Резервную армию для кампании, которая вот-вот должна была начаться, он получил новое звание на поле битвы при Маренго 14 июня 1800 года. Первый консул повысил его 28 июля. 7 августа 1800 года переведён в Итальянскую армию.
Бездействующий при реорганизации штабов, он был восстановлен в должности по особому рапорту министра по приказу Бонапарта от 19 сентября 1801 года, приписывавшего первую вакантную должность полковника штаба Аллену. В этом качестве 3 ноября 1801 года он был зачислен в 9-й военный округ. С 23 сентября 1802 года без служебного назначения. 6 апреля 1803 года вновь в 9-м округе.
В 1805 году он оставил департамент Гар, где командовал вооружённым отрядом, чтобы отправиться в Армию Берегов Океана. 1 августа 1805 года был назначен начальником штаба 1-й дивизии тяжёлой кавалерии Нансути. 24 сентября 1806 года был зачислен в штаб 5-го корпуса маршала Ланна. 27 октября 1805 года стал начальником штаба пехотной дивизии Сюше в данном корпусе. Отличился при Аустерлице. 20 октября 1806 сменил смертельно раненного при Ауэрштедте полковника Делоца в должности начальника штаба пехотной дивизии Гюдена 3-го корпуса Даву. Маршал Даву просил 20 августа 1807 года предоставить его в распоряжение главнокомандующего, что и произошло 15 октября 1807 года. 10 ноября того же года во 2-м наблюдательном корпусе Жиронды, но только в мае 1808 года прибыл в Испанию, где служил с 1 октября в Генеральном штабе, а затем с 1 июля 1809 года в 3-й дивизии 2-го корпуса Армии Испании. В ноябре 1809 года ему было дано разрешение вернуться во Францию по состоянию здоровья и 6 сентября 1810 года он вышел в отставку.
С 12 марта 1816 года он служил судьёй трибунала в Аяччо, Корсика, но 5 февраля 1817 года ему пришлось покинуть должность и 1 июля выйти в отставку. 17 апреля 1822 года ему было присвоено почётное звание лагерного маршала.

## Воинские звания
- Карабинер (5 мая 1789 года);
- Капитан (17 августа 1792 года);
- Командир эскадрона (13 ноября 1797 года);
- Полковник штаба (28 июля 1800 года);
- Почётный лагерный маршал (17 апреля 1822 года).

## Награды
- Почётное оружие (22 мая 1795 года)

 Легионер ордена Почётного легиона (5 февраля 1804 года)
 Офицер ордена Почётного легиона (14 июня 1804 года)
 Коммандан ордена Почётного легиона (25 декабря 1805 года)
 Кавалер военного ордена Святого Людовика (25 сентября 1815 года)